# Рейнальдо Руеда
Рейнальдо Руеда Рівера (ісп. Reinaldo Rueda, нар. 3 лютого 1957 в Калі, Колумбія) — колумбійський футбольний тренер, головний тренер збірної Колумбії з футболу.

## Біографія
Отримав освіту в галузі фізичного виховання у Німецькому спортивному університеті в Кельні. Згодом повернувся на батьківщину, де працював університетським викладачем та читав курси у місцевій тренерській школі. Паралельно відвідував тренерські курси, що проводилися ФІФА.
Як тренер починав працювати з юнацькими і молодіжними збірними Колумбії. Протягом другої половини 1990-х також працював з клубними командами — був тренером в клубах «Кортулуа» і «Депортіво Калі».
Проте уперше Руеда став по-справжньому відомим все ж як тренер молодіжної збірної Колумбії. Зі збірною Колумбії U-20 він зайняв третє місце на Молодіжному чемпіонаті світу 2003. Також він вивів команду U-17 на четверте місце в тому ж році на Юнацькому чемпіонаті світу.
Після провального початку кваліфікації на Чемпіонат світу 2006 року (лише 1 очко після 5 ігор) Федерація футболу Колумбії підвищила Руеду до посади головного тренера національної збірної. Колумбія не змогла кваліфікуватися на ЧС-2006, але Руеда вчинив великий вплив. Команда займала останнє місце у кваліфікації КОНМЕБОЛ, але посіла в підсумку 6 місце.
2006 року очолив збірну Гондурасу, яка під його керівництвом вдалося вийти на чемпіонат світу з футболу 2010 у ПАР. На мундіалі команда Руеди виступила посередньо, не забивши жодного гола у трьох матчах і здобувши у своїй групі лише одне очко за рахунок нульової нічиєї у грі проти швейцарців.
Після мундіалю 2010 року залишив Гондурас, натомість очоливши національну збірну Еквадору. Вивів цю команду до фінальної частини чемпіонату світу 2014 року. Друга для Руеди світова першість виявилася більш успішною — хоча Еквадор й не подолав груповий етап, але записав до свого активу перемогу над попередньою командою свого тренера, Гондурасом, а також нічию у грі з основними фаворитами групи, французами, які, щоправда, на той момент вже завчасно забезпечили собі перше місце у групі.
Після завершення світової першості 2014 року залишив Еквадор і повернувся до клубної роботи. Протягом 2015–2017 років працював на батьківщині з «Атлетіко Насьйональ», а також з бразильським «Фламенгу».
На початку 2018 року знову отримав пропозицію попрацювати на рівні національних команд, цього разу його командою стала збірна Чилі, яка незадовго до того під керівництвом попереднього тренера Хуана Антоніо Піцці не подолала кваліфікацію до фінальної частини чемпіонату світу 2018.

## Тренерська статистика
Станом на січень 2018 року
| Колумбія              | Колумбія | вересень 2002 | вересень 2006 | 43  | 18  | 13 | 12 | 41,86 |
| Гондурас              | Гондурас | січень 2007   | липень 2010   | 53  | 31  | 5  | 17 | 58,49 |
| Еквадор               | Еквадор  | серпень 2010  | червень 2014  | 50  | 19  | 17 | 14 | 38,00 |
| «Атлетіко Насьйональ» | Колумбія | червень 2015  | червень 2017  | 116 | 70  | 28 | 18 | 60,34 |
| «Фламенгу»            | Бразилія | серпень 2017  | січень 2018   | 31  | 13  | 8  | 10 | 41,94 |
| Усього                | Усього   | Усього        | Усього        | 294 | 152 | 71 | 71 | 51,70 |

## Титули і досягнення
- Чемпіон Колумбії (1):

«Атлетіко Насьйональ»: 2015-II
- Володар Кубка Колумбії (1):

«Атлетіко Насьйональ»: 2016
- Володар Кубка Лібертадорес (1):

«Атлетіко Насьйональ»: 2016
- Володар Рекопи Південної Америки (1):

«Атлетіко Насьйональ»: 2017
- Володар Суперліги Колумбії (1):

«Атлетіко Насьйональ»: 2016
Збірні
- Бронзовий призер Кубка Америки: 2021